# Меклета (посёлок, Белоглинский район)
Меклета́ — упразднённый посёлок железнодорожного разъезда в Белоглинском районе Краснодарского края России. Входил в состав Белоглинского сельского поселения. Исключён из учётных данных в 2006 году.

## География
Располагался у одноимённого железнодорожного разъезда на линии Сальск — Тихорецкая Северо-Кавказской железной дороги, на расстоянии приблизительно 6,5 км (по прямой) к северо-востоку от села Белая Глина.

## История
По всей видимости возник в 1936 году в связи со строительством железнодорожного разъезда.
Упразднён постановлением заксобрания Краснодарского края от 25 октября 2006 года № 2588-П

## Население
Согласно результатам переписи 2002 года в посёлке отсутствовало постоянное население.